# Chlorure de fer(II)
Pour les articles homonymes, voir Chlorure de fer.
Le chlorure de fer(II) (ou chlorure ferreux) est un sel métallique inorganique de composition chimique FeCl2, dans lequel le fer est au degré d'oxydation +2.
C'est un solide paramagnétique dont le point de fusion est élevé.
Il est généralement obtenu sous forme d'un solide blanc cassé, mais qui cristallise en présence d'eau sous forme de tétrahydrate verdâtre (la forme la plus couramment rencontrée dans le commerce et le laboratoire). 
Il existe également un dihydrate
Les solutions aqueuses de FeCl2 sont jaunes.

## Production
Les formes hydratées de chlorure ferreux sont généralement générées par le traitement des déchets ferreux de la production d'acier avec de l'acide chlorhydrique.
De telles solutions sont parfois dénommées « acide usé », en particulier quand l'acide chlorhydrique n'est pas complètement consommé :
Fe + 2 HCl → FeCl2 + H2
Ce produit nécessite un traitement avant élimination.
Il est également un sous-produit de la production de titane quand le minerai de titane est  riche en fer.

## Préparation de laboratoire
Le chlorure ferreux est commodément préparé en laboratoire par addition de poudre de fer à une solution de méthanol et d'acide chlorhydrique concentré, sous une atmosphère inerte. Cette réaction donne du solvate de méthanol, qui quand on le chauffe sous vide à environ 160 °C donne du FeCl2 anhydre.
FeBr2 et FeI2 et peuvent être préparés de manière analogue.
Fe + 2HCl + 2CH3OH → FeCl2 + CH4 + H2O
Un autre mode de synthèse en laboratoire se fait via la réaction du chlorobenzène sur du FeCl3:  
2 FeCl3 + C6H5Cl → 2 FeCl2 + C6H4Cl2 + HCl
FeCl2 présente une assez bonne solubilité dans le tétrahydrofurane (THF), un solvant communément utilisé pour les réactions chimiques. Dans l'une des deux synthèses classiques du ferrocène, Wilkinson a généré du FeCl2 en chauffant du FeCl3 avec de la poudre de fer dans du THF.

## Réactions
Le chlorure ferrique à chlorure ferreux se décompose à des températures élevées.

## Applications
Ce produit est généralement considéré comme un déchet produit par le procédé de traitement.
Autrefois, quand de l'acide chlorhydrique n'avait pas été totalement consommé, la solution finale était utilisée comme produit de traitement des effluents aqueux, mais du fait des concentrations importantes en métaux lourds, cette pratique a été abandonnée.